# Извоареле (окръг Телеорман)
 Тази статия е за селото в Румъния.  За общината вижте Извоареле (община в Окръг Телеорман).  
Извоареле е село в окръг Телеорман, Румъния. В миналото селището се е казвало Гауричу.

## Население
Численост на населението според преброяванията през годините:
| Година | Население |
| 2002   | 3004      |
| 2011   | 2578      |

### Българи
Според оценки на БНР през 2002 година почти всички в селото са етнически българи. Смята се, че предците им са се преселили от земите на днешна България през 18 и 19 век, че са дошли от селата около град Плевен и че са се устроили заедно с бесарабски българи.